# Завет (город)
За́вет (болг. Завет) — город в Болгарии. Находится в Разградской области, входит в общину Завет. Население составляет 2947 человек (2022).

## Политическая ситуация
Кмет (мэр) общины Завет — Ахтер Сюлейманов Велиев Движение за права и свободы (ДПС)) по результатам выборов.